# حارة محمد هيثم (الشيخ عثمان)

تعديل مصدري - تعديل

حارة محمد هيثم هي إحدى حارات حي أول مايو الواقع بمديرية الشيخ عثمان التابعة لمحافظة عدن، بلغ تعداد سكانها 2121 نسمة حسب تعداد اليمن لعام 2004.